# David Andrews
David Andrews, född 2 november 1952 i Baton Rouge i Louisiana, är en amerikansk skådespelare. Han är bland annat känd för sin roll som generallöjtnanten Robert Brewster (far till Claire Danes karaktär Kate Brewster), i science fiction-actionfilmen Terminator 3 – Rise of the Machines.

## Biografi
David Andrews allra första skådespelarinsats var i Wes Cravens skräckfilm Terror på Elm Street, under år 1984. Han medverkade sedan därefter i bland annat science fiction-filmen Cherry 2000 år 1987, för att sedan spela huvudrollen som John Hall, i den Stephen King-baserade skräckfilmen Nattarbete (1990), samt spela rollen som James Earp, i westernfilmen Wyatt Earp (1994), med bland annat Kevin Costner i huvudrollen. Bland hans senaste skådespelarinsatser märks rollen som domaren Cecil Lafayette, i USA Network-serien Queen of the South (2019–2021).

## Filmografi (i urval)
- 1984 – Terror på Elm Street
- 1984 – The Burning Bed (TV-film, även känd under den svenska videotiteln Den sista utvägen)
- 1986 – Lagens änglar (TV-serie) (1 avsnitt)
- 1987 – Cherry 2000
- 1988 – McCall (TV-serie) (1 avsnitt)
- 1989 – Miami Vice (TV-serie) (1 avsnitt)
- 1990 – Nattarbete
- 1994 – Wyatt Earp
- 1995 – Apollo 13
- 1997 – Bad Day on the Block
- 1998 – The Rat Pack
- 1998 – Från jorden till månen (TV-serie) (5 avsnitt)
- 1998 – Just Shoot Me! (TV-serie) (1 avsnitt)
- 1999 – Fight Club
- 2000 – Dawsons Creek (TV-serie) (1 avsnitt)
- 2001 – Band of Brothers (TV-serie) (1 avsnitt)
- 2001 – Hannibal
- 2002 – A Walk to Remember
- 2003 – Advokaterna (TV-serie) (2 avsnitt)
- 2003–2004 – Crime Scene Investigation (TV-serie) (2 avsnitt)
- 2003 – Terminator 3 – Rise of the Machines
- 2004–2005 – På heder och samvete (TV-serie) (17 avsnitt)
- 2004 – Star Trek: Enterprise (TV-serie) (1 avsnitt)
- 2005 – Law & Order: Criminal Intent (TV-serie) (1 avsnitt)
- 2005 – Stealth – det osynliga hotet
- 2006–2011 – CSI: Miami (TV-serie) (2 avsnitt)
- 2006 – Stargate SG-1 (TV-serie) (1 avsnitt)
- 2007 – The Closer (TV-serie) (1 avsnitt)
- 2008 – Cirminal Minds (TV-serie) (1 avsnitt)
- 2009 – Ghost Whisperer (TV-serie) (1 avsnitt)
- 2010 – Dear John
- 2010 – Fair Game
- 2010 – The Conspirator – Mordet på Abraham Lincoln
- 2012 – Arthur Newman
- 2013–2015 – House of Cards (TV-serie) (2 avsnitt)
- 2013 – World War Z
- 2014 – Jessabelle
- 2015 – Castle (TV-serie) (1 avsnitt)
- 2015 – NCIS (TV-serie) (1 avsnitt)
- 2017 – How to Get Away with Murder (TV-serie) (1 avsnitt)
- 2019 – The Boys (TV-serie)
- 2019 – For All Mankind (TV-serie)
- 2019 – Watchmen (TV-serie)
- 2019–2021 – Queen of the South (TV-serie)